# Peter Rasmussen (basunist)
 Der er flere personer med dette navn, se Peter Rasmussen.
Peter Christian Hans Rasmussen (16. december 1906 i Hørsholm – 27. september 1992) var en dansk basunist og kapelmester. Han betragtes sammen med Kai Ewans og Leo Mathisen som én af pionererne indenfor dansk jazz. 
Efter at have spillet sammen med Valdemar Eiberg og Kai Ewans i 1920'erne, rejste han til Tyskland, hvor han skrev kontrakt med Bernard Ettés store danseorkester. Med dette orkester var han flere gange i USA. I 1931 vendte han tilbage til Danmark og spillede et års tid med Kai Julians orkester, fra 1932-1936 med Erik Tuxens orkester og 1936-1943 igen hos Kai Ewans.
Senere dannede han egne orkestre i årene der fulgte og arbejdede i 1970'erne freelance i Danmarks Radio både som kapelmester, musikproducer og causeur.